# Tendu, Indre

Tendu este o comună în departamentul Indre, Franța. În 1 ianuarie 2022 avea o populație de 654 de locuitori.